# A Special Night With Demi Lovato
A Special Night with Demi Lovato ist die vierte Tour der US-amerikanischen Sängerin Demi Lovato. Sie beinhaltet zehn Shows und fand von November 2011 bis Mai 2012 statt.

## Hintergrund
Die Konzerte wurden am 7. Oktober über Lovatos offizielle Website bekanntgegeben. Der Vorverkauf startete am 14. Oktober. Die Tour beinhaltete ursprünglich zehn Shows in den Vereinigten Staaten, Mitte Oktober wurde jedoch noch ein Konzert in San Juan hinzugefügt. Mittlerweile wurden in unregelmäßigen Abständen viele weitere Konzerttermine bekanntgegeben.

## Vorgruppen
Am 4. November gab die amerikanische Band We the Kings bekannt, Lovato auf der Tour zu begleiten.
- We the Kings (einzelne Shows)

## Setlist
Die Setlist ist derjenigen ihrer vorherigen Shows ähnlich, sie besteht wieder überwiegend aus Liedern ihres dritten Albums. Auch zwei Medleys ihrer eigenen Lieder sowie eines aus Cover-Songs singt Lovato.
| #   | Titel                                                                                              |
| --- | -------------------------------------------------------------------------------------------------- |
| 1.  | „All Night Long“                                                                                   |
| 2.  | „Got Dynamite“                                                                                     |
| 3.  | „Hold Up“                                                                                          |
| 4.  | Medley: 1. „Catch Me“ 2. „Don’t Forget“                                                            |
| 5.  | „Who’s That Boy“                                                                                   |
| 6.  | „My Love Is Like A Star“                                                                           |
| 7.  | „Fix a Heart“                                                                                      |
| 8.  | Medley 1. „Get Back“ 2. „Here We Go Again“ 3. „La La Land“                                         |
| 9.  | „Lightweight“                                                                                      |
| 10. | „Skyscraper“                                                                                       |
| 11. | Medley: 1. „Moves Like Jagger“ (Maroon 5-Cover) 2. „Working Day and Night“ (Michael-Jackson-Cover) |
| 12. | „Give Your Heart a Break“                                                                          |
| 13. | „Together“                                                                                         |
| 14. | Zugabe: 1. „Unbroken“ 2. „Remember December“                                                       |

## Konzerte
Die Konzerte gab Lovato unter anderem auf ihrer offiziellen Website bekannt.
| Datum             | Stadt             | Land               | Veranstaltungsort                               |
| ----------------- | ----------------- | ------------------ | ----------------------------------------------- |
| Nordamerika       |                   |                    |                                                 |
| 16. November 2011 | Detroit           | Vereinigte Staaten | Fox Theatre                                     |
| 18. November 2011 | Ledyard           | Vereinigte Staaten | The MGM Grand Theater at Foxwoods               |
| 19. November 2011 | Hershey           | Vereinigte Staaten | Hershey Theatre                                 |
| 22. November 2011 | Kansas City       | Vereinigte Staaten | The Midland by AMC                              |
| 25. November 2011 | Houston           | Vereinigte Staaten | Verizon Wireless Theater                        |
| 26. November 2011 | Grand Prairie     | Vereinigte Staaten | Verizon Theatre at Grand Prarie                 |
| 27. November 2011 | New Orleans       | Vereinigte Staaten | Mahalia Jackson Theater for the Performing Arts |
| 29. November 2011 | St. Louis         | Vereinigte Staaten | Peabody Opera House                             |
| 1. Dezember 2011  | Atlanta           | Vereinigte Staaten | The Cobb Energy Performing Arts Centre          |
| 3. Dezember 2011  | Chicago           | Vereinigte Staaten | Rosemont Theatre                                |
| 5. Dezember 2011  | Indianapolis      | Vereinigte Staaten | Rosemont Theatre                                |
| 6. Dezember 2011  | Buffalo           | Vereinigte Staaten | First Niagara Center                            |
| 7. Dezember 2011  | Philadelphia      | Vereinigte Staaten | Wells Fargo Center                              |
| 8. Dezember 2011  | Lowell            | Vereinigte Staaten | Tsongas Arena                                   |
| 9. Dezember 2011  | New York City     | Vereinigte Staaten | Madison Square Garden                           |
| 10. Dezember 2011 | Sunrise           | Vereinigte Staaten | BankAtlantic Center                             |
| 11. Dezember 2011 | Tampa             | Vereinigte Staaten | Tampa Bay Times Forum                           |
| Karibik           |                   |                    |                                                 |
| 16. Dezember 2011 | San Juan          | Puerto Rico        | Coliseo de Puerto Rico, José Miguel Agrelot     |
| Südamerika        |                   |                    |                                                 |
| 4. Februar 2012   | Iquique           | Chile              | Estadio Tierra de Campeones                     |
| Nordamerika       |                   |                    |                                                 |
| 2. März 2012      | Plant City        | Vereinigte Staaten | Florida Strawberry Festival                     |
| 4. März 2012      | Hidalgo           | Vereinigte Staaten | State Farm Arena                                |
| 13. März 2012     | Austin            | Vereinigte Staaten | Star of Texas Fair and Rodeo                    |
| Mittelamerika     |                   |                    |                                                 |
| 13. April 2012    | Panama-Stadt      | Panama             | Figali Convention Center                        |
| Südamerika        |                   |                    |                                                 |
| 15. April 2012    | Caracas           | Venezuela          | UNIMET                                          |
| 17. April 2012    | Lima              | Peru               | Jockey Club                                     |
| 19. April 2012    | Rio de Janeiro    | Brasilien          | Citibank Hall                                   |
| 20. April 2012    | São Paulo         | Brasilien          | Credicard Hall                                  |
| 22. April 2012    | Belo Horizonte    | Brasilien          | Chevrolet Hall                                  |
| 24. April 2012    | Santiago de Chile | Chile              | Movistar Arena                                  |
| 26. April 2012    | Asunción          | Paraguay           | Court Central Yatch and Golf Club               |
| 28. April 2012    | Buenos Aires      | Argentinien        | Stadium Malvinas Argentinas                     |
| 29. April 2012    | Montevideo        | Uruguay            | Velodromo                                       |
| 30. April 2012    | São Paulo         | Brasilien          | Credicard Hall                                  |
| 1. Mai 2012       | São Paulo         | Brasilien          | Credicard Hall                                  |
| Nordamerika       |                   |                    |                                                 |
| 2. Mai 2012       | Mexiko-Stadt      | Mexiko             | Auditorio Nacional                              |
| 3. Mai 2012       | Monterrey         | Mexiko             | Monterrey Arena                                 |